# Rhypopteryx rhodea
Rhypopteryx rhodea är en fjärilsart som beskrevs av George Francis Hampson 1905. Rhypopteryx rhodea ingår i släktet Rhypopteryx och familjen tofsspinnare. Inga underarter finns listade.